# Axel Welin (ingenjör)
Ernst Axel Martin Welin, född den 10 november 1862 i Stockholm, död den 25 juli 1951 i Lerum, var en svensk uppfinnare och industriman, under stora delar av sitt liv verksam i London. 

## Biografi
Axel Welin var son till protokollsekreteraren och hovkamreren Armand Theofil Welin (1830–176) och Wilhelmina (Minne) Rappe. . Bland hans syskon märks läraren, författaren och kompositören Emmy Köhler och ämbetsmannen Gustaf Welin. Han var gift två gånger, (1) med sjömansmissionären Agnes Welin från 1889 till hennes död 1928 och (2) från 1931 med Elisabet Brandin-Olsson.
Welin var elev vid tekniska skolan i Stockholm 1878–1884 och vid King's College i London 1887. Welin arbetade som vapenkonstruktör vid Stockholms Vapenfabrik 1885–1886 och för Thorsten Nordenfelt i London 1886–1888. Därefter startade han sin egen konstruktionsfirma i London. På eget initiativ konstruerade Welin någon gång kring 1890 den kanonmekanism, känd som trappskruv i Sverige och The Welin Breech i England, som kom att bli den absolut vanligaste vid konstruktion av grövre fartygsartilleri under de närmaste 50 åren. 
Welins huvudsakliga arbetsområde var annars dävertar för livbåtar. Hans dävertar var mycket sinnrika och valdes när man skulle utrusta RMS Titanic. Emot Welins och varvets rekommendationer valde dock rederiet att endast ta ombord hälften så många livbåtar som dävertarna kunde hantera. Efter förlisningen av Titanic steg försäljningen av Welins dävertar till närmast ofattbara nivåer. Han pensionerade sig 1932 som en förmögen man och flyttade hem till Sverige. 
AB Welin är fortfarande verksamt inom livräddningsområdet och ligger numera i Göteborg.